# Halstead, Kansas
Halstead är en ort i Harvey County i Kansas. Vid 2010 års folkräkning hade Halstead 2 085 invånare.